# Novošešminsk
Novošešminsk (in russo Новошешминск?; in tartaro: Яңа Чишмә, Yaña Çişmä) è un villaggio che si trova nella Repubblica autonoma del Tatarstan, in Russia. È il centro amministrativo del distretto Novošešminskij.
Il villaggio è situato sul fiume Šešma, a sud-est di Čistopol' e 197 km a sud-est di Kazan'.